# رنو ۴
رنو ۴ (Renault ۴) خودرویی است که در سال‌های ۱۹۶۱ تا ۱۹۹۴در فرانسه، والادولید، اسپانیا، بلژیک، کلمبیا، اسلوونی، گوآردا، پرتغال، مکزیک، شیلی، آرژانتین، جزیره ایرلند، میلان، ایتالیا، استرالیا، جزیره ایرلند، کازابلانکا و مراکش تولید شده‌است. طراحی آن خودروهای موتور وسط-محور جلو بوده طول آن در حالت طبیعی ۳٬۶۶۳ میلیمتر (۱۴۴٫۲ اینچ)، عرض آن در حالت طبیعی ۱٬۴۳۰ میلیمتر (۵۶٫۳ اینچ) و ارتفاع آن در حالت طبیعی ۱٬۴۷۰ میلیمتر (۵۷٫۹ اینچ) و وزن آن در حالت طبیعی ۶۰۰ کیلوگرم (۱٬۳۲۳ پوند) است. سیستم جعبه‌دندهٔ آن ۴ دنده به صورت دستی است.این مدل اولین خودروی ۵ درب رنو بود، که در قشرها مختلف طرفدار داشته و تا دهه ۱۹۹۰ میلادی همچنان به شکل انبوه تولید می‌شد. از این مدل، بیش از ۸ میلیون دستگاه فروخته شد.